# Selineae
Tribu
Les Selineae sont une tribu de plantes à fleurs de la sous-famille des Apioideae dans la famille des Apiaceae. 

## Nom
La tribu des Selineae est décrite en 1820 par le botanistes prussien Kurt Sprengel.

## Liste des genres
Selon NCBI :
| - Aethusa - Aletes - Angelica - Arracacia - Cachrys - Carlesia - Chymsydia - Cnidiocarpa - Cnidium - Coaxana - Coelopleurum - Cortia - Cortiella - Coulterophytum - Cymopterus - Czernaevia - Dahliaphyllum - Dasispermum - Demavendia - Donnellsmithia - Dystaenia - Enantiophylla - Endressia - Exoacantha - Ferulopsis | - Glehnia - Harbouria - Holandrea - Imperatoria - Johrenia - Johreniopsis - Karatavia - Libanotis - Ligusticum - Lomatium - Mathiasella - Melanosciadium - Meum - Musineon - Myrrhidendron - Neonelsonia - Neoparrya - Niphogeton - Oreonana - Oreoxis - Orogenia - Ottoa - Paraligusticum - Peucedanum - Phlojodicarpus - Podistera | - Polytaenia - Prionosciadium - Pseudocymopterus - Pteroselinum - Pteryxia - Rhodosciadium - Rumia - Saposhnikovia - Selinum - Seseli - Shoshonea - Silaum - Spermolepis - Sphenosciadium - Stenosemis - Taenidia - Tauschia - Thaspium - Thysselinum - Tommasinia - Trinia - Vicatia - Xanthoselinum - Xyloselinum - Zeravschania - Zizia |